# Mordellistena acuticollis
Mordellistena acuticollis är en skalbaggsart som beskrevs av Friedrich Julius Schilsky 1895. Mordellistena acuticollis ingår i släktet Mordellistena, och familjen tornbaggar. Arten har ej påträffats i Sverige.